# 齊姜 (晉國)
齊姜，春秋時代女性。齊桓公的女兒，本為晉武公之妾，後來轉賜嫁給晉獻公，是晉國太子申生（晉文公重耳的異母兄）、秦穆公夫人穆姬的生母。
齊姜比晉獻公更早去世。驪姬曾假借晉獻公夢到齊姜，要求太子申生立即在曲沃祭祀母親，並將祭品送至國都絳。祭品送到後，驪姬在祭品中下毒，藉此陷害申生。